# Heliofungia
Genre
Heliofungia est un genre de coraux durs de la famille des Fungiidae.

## Liste d'espèces
Le genre Heliofungia comprend les espèces suivantes :
Selon World Register of Marine Species (3/3/2020) :
- Heliofungia actiniformis Quoy & Gaimard, 1833
- Heliofungia fralinae Nemenzo, 1955

Selon ITIS (4 juillet 2015) :
- Heliofungia actiniformis Quoy & Gaimard, 1833